# Allianz der Unabhängigen Demokraten in Europa
Die Allianz der Unabhängigen Demokraten in Europa (Alliance of Independent Democrats in Europe, AIDE; Alliance des Démocrates Indépendants en Europe, ADIE) war eine europäische politische Partei aus dem rechtskonservativen Spektrum. Zusammen mit den EUDemokraten, der UK Independence Party und kleineren Parteien bildete sie die Fraktion Unabhängigkeit und Demokratie im Europaparlament. Vorsitzender der ADIE war Patrick Louis von der französischen Partei Mouvement pour la France (MpF).

## Geschichte
ADIE wurde am 28. Oktober 2005 gegründet. Für das Jahr 2009 beantrage die Partei keine Finanzierung mehr und wurde mit Wirkung vom 31. Dezember 2008 aufgelöst. Stattdessen beteiligten sich drei ihrer Europaparlamentarier (Philippe de Villiers und Paul-Marie Coûteaux von der MpF und Georgios Georgiou von der griechischen LAOS) an der neu gegründeten Europapartei Libertas. Nach der Europawahl 2009 jedoch zerfiel diese wieder. 2011 beteiligten sich MpF und LAOS an der Gründung der Bewegung für ein Europa der Freiheit und der Demokratie.

## Mitglieder
Zum Stichtag 1. Januar 2006 waren 17 Mitglieder des Europaparlaments Mitglied der ADIE. Am 1. Januar 2008 waren es 19 Mitglieder.
Politiker folgender Parteien waren mindestens zu einem Zeitpunkt Mitglied der ADIE:
 Griechenland
- Laikos Orthodoxos Synagermos (Orthodoxe Volkszusammenkunft)

 Frankreich
- Mouvement pour la France (Bewegung für Frankreich)

 Irland
- Kathy Sinnott (MEP), parteilos[4]

 Italien
- Mario Borghezio (MEP), Umberto Bossi (MEP), beide Lega Nord[4]

 Polen
- Liga Polnischer Familien[4]

 Tschechien
- Nezávislí demokraté (Unabhängige Demokraten)

 Vereinigtes Königreich
- Jim Allister (MEP), ehemals Democratic Unionist Party
- Ashley Mote (MEP), ehemals UK Independence Party[4]